# Kościół Matki Bożej Nieustającej Pomocy w Bolesławcu
Kościół Matki Bożej Nieustającej Pomocy w Bolesławcu – rzymskokatolicki kościół parafialny mieszczący się w Bolesławcu przy Placu Zamkowym.
Kościół, pierwotnie jako ewangelicki, wzniesiono w miejscu dawnego zamku bolesławieckiego w latach 1752–1756. 73-metrową neogotycką  wieżę z piaskowca wybudowano w latach 1834–1835 według projektu późniejszego wykonawcy wiaduktu kolejowego Fryderyka Engelhardta Gansela. Z umieszczonych w jej wnętrzu trzech dzwonów wykonanych w 1971 roku największy nosi imię Matki Bożej Nieustającej pomocy i waży 1650 kg. Kościół po 1945 roku zaniedbany popadał w ruinę, od 1970 służy parafii katolickiej. Skromnie wyposażone wnętrze jednoprzestrzennej budowli przykryte jest dwuspadowym dachem.

## Galeria

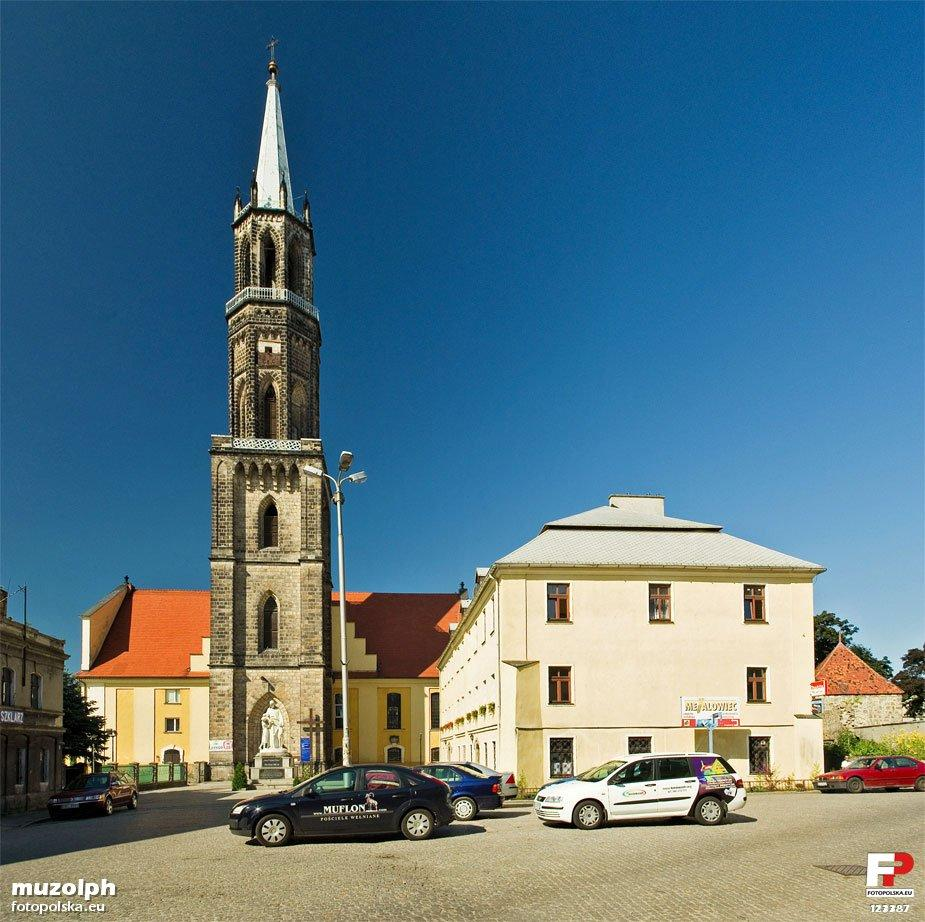
Kościół i plac Zamkowy (2010)
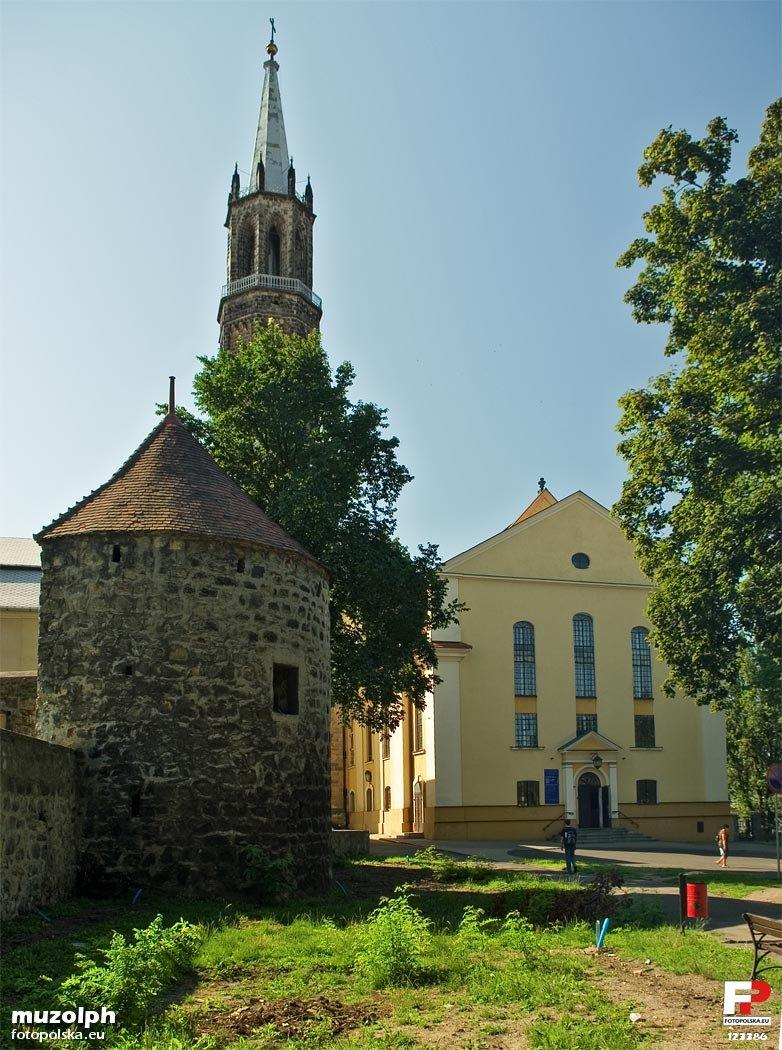
Kościół i mury miejskie (2010)
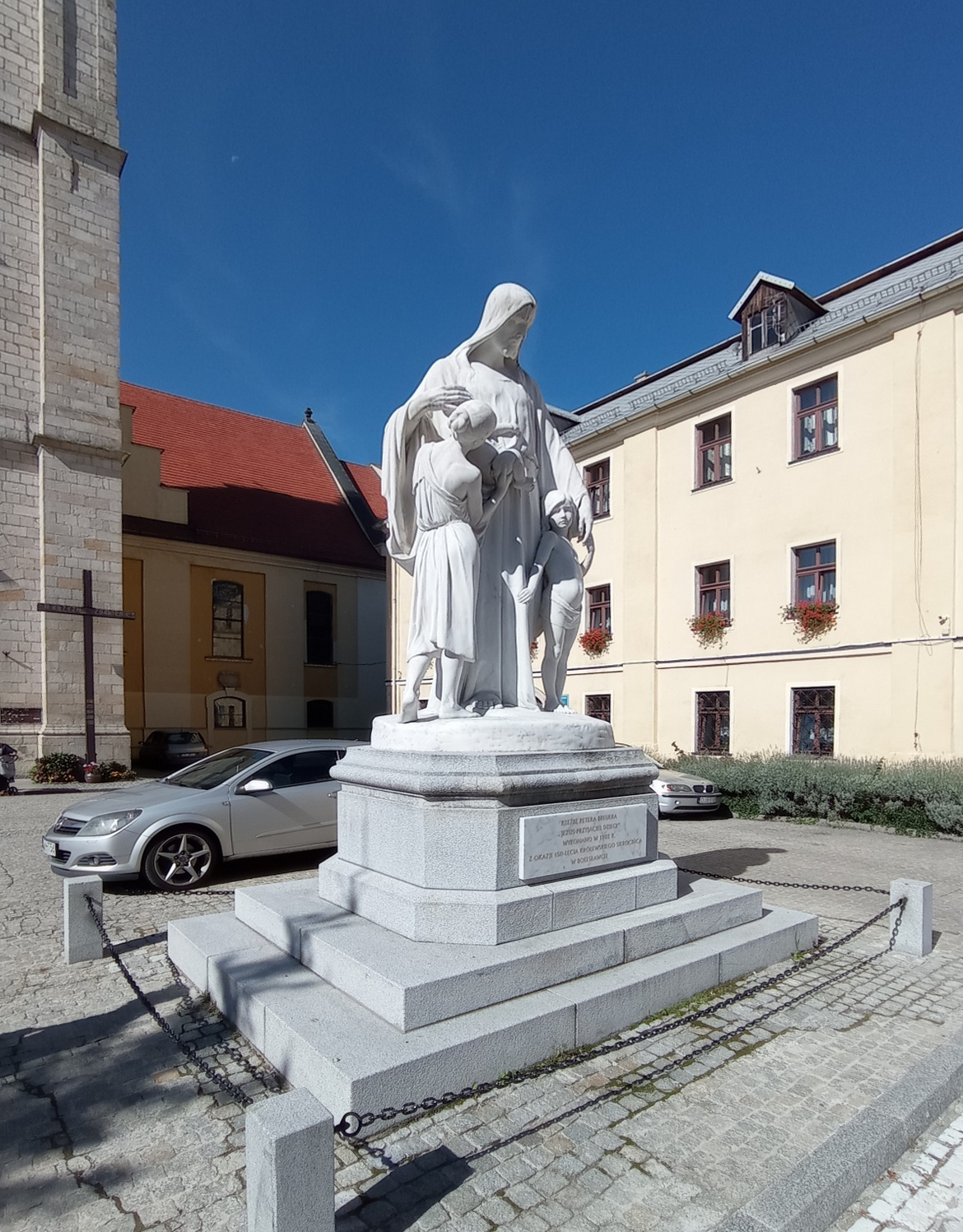
Rzeźba Jezus przyjaciel dzieci przed kościołem (2023)
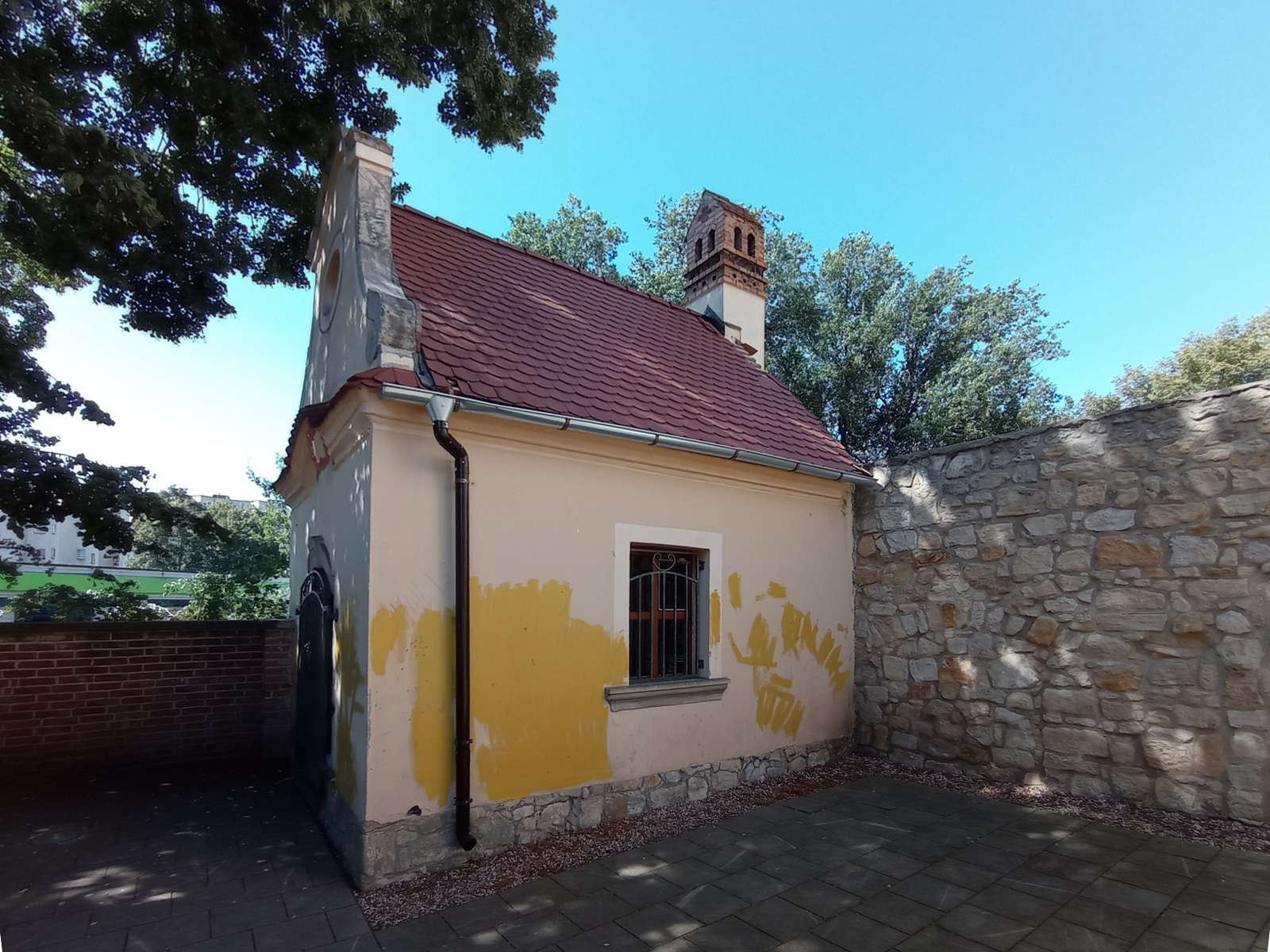
Kaplica przy kościele (2023)
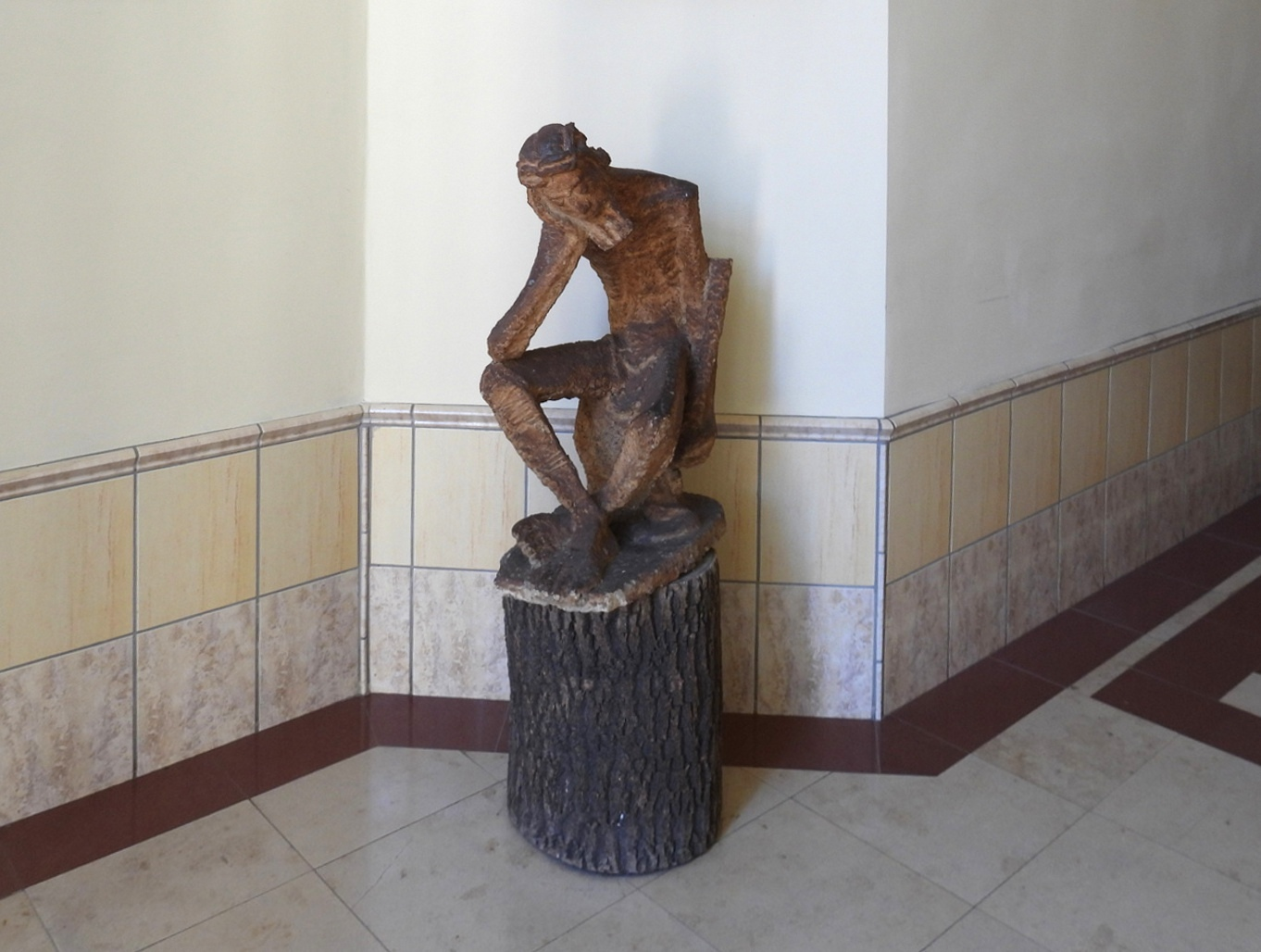
Figura Jezusa frasobliwego we wnętrzu (2023)
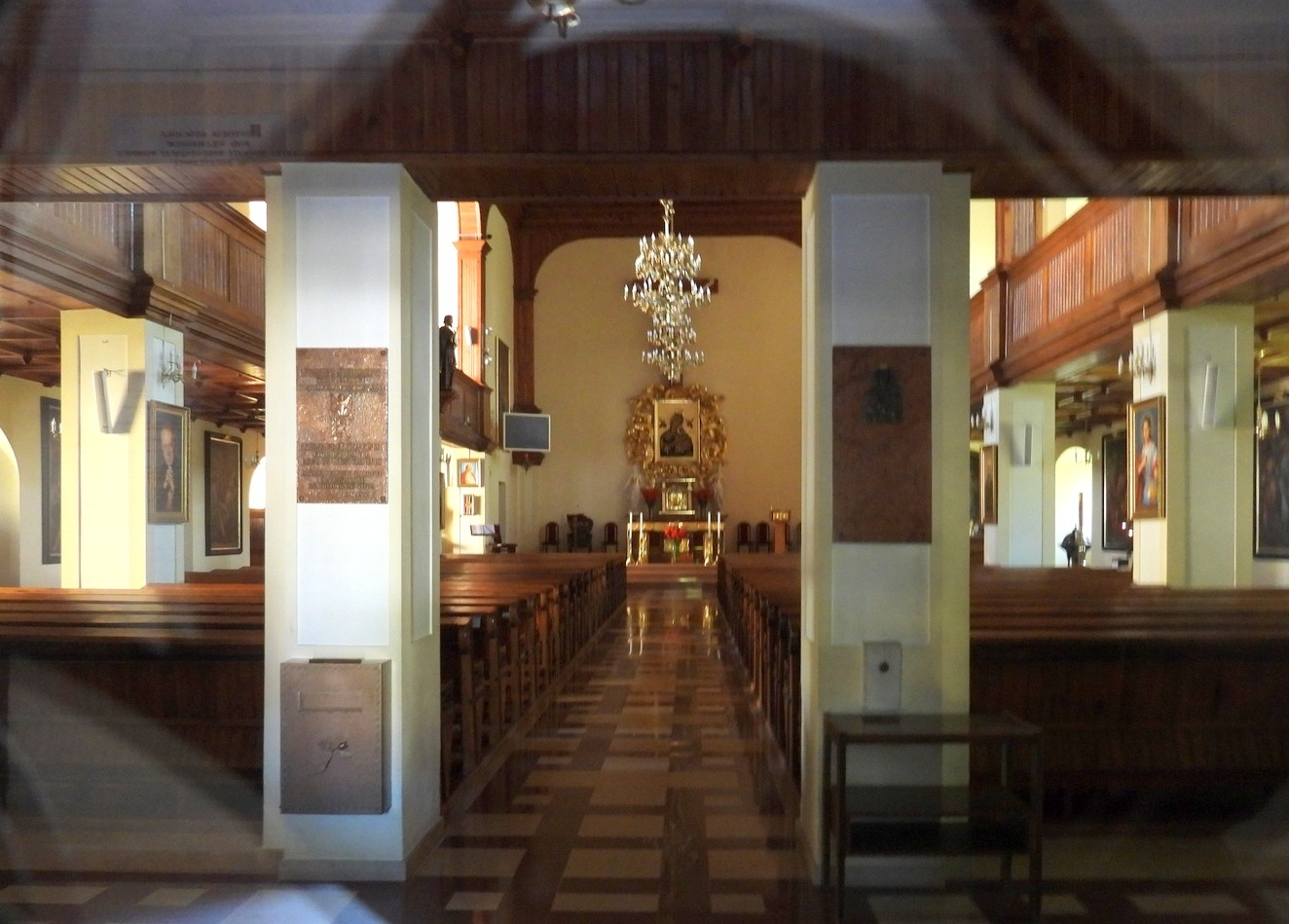
Wnętrze (2023)